# Directoire révolutionnaire 13 mars
Le Directoire révolutionnaire 13 mars (Directorio Revolucionario 13 de marzo, DR13M) est une organisation révolutionnaire cubaine fondée en 1956 par José Antonio Echeverría pour lutter contre la dictature de Batista et active pendant la révolution cubaine.

## Origines
En 1955, l’activité importante des étudiants dans la lutte contre la dictature de Batista incite José Antonio Echeverría, président de la Fédération Étudiante Universitaire (FEU) depuis 1954, à la création d’une structure spécialisée dans la lutte armée. 

L’idée de cette nouvelle structure s’inspire du Directoire Étudiant Universitaire (DEU), une organisation fondée en 1927 par des étudiants pour lutter contre la dictature de Gerardo Machado.
Le Directoire révolutionnaire commence à s’organiser à la fin du mois de septembre 1955 autour de José Antonio Echeverría, Fructuoso Rodríguez, Faure Chomón et Rubén Aldama. Le Directoire est alors pensé comme le bras armé de la FEU.
La constitution du Directoire révolutionnaire est publiquement annoncée par Antonio Echeverría dans un discours à l’université de La Havane le 24 février 1956. Le même jour est publié un "Manifeste au peuple cubain" qui dénonce le régime de Batista comme ultra réactionnaire, illégitime, criminel et despotique.

Le 15 mai 1956, Rubén Aldama est arrêté par la police de Batista, torturé et exécuté. Il sera considéré comme le premier "martyr" du Directoire révolutionnaire.

## Pacte de Mexico
Pendant l’été 1956, José Antonio Echeverría se rend au Chili pour assister à un congrès des étudiants d’Amérique latine. Sur le chemin du retour, il fait étape au Mexique. Le 29 août 1956 à Mexico, il y rencontre Fidel Castro qui est en train d’organiser un groupe de combattants pour mener la lutte armée à Cuba.
À l’issue de cette rencontre, les deux dirigeants élaborent un document : la « Carta de Mexico » (appelé aussi « Pacte de Mexico »). Ce texte appelle à la lutte armée contre le régime de Batista et indique que celle-ci doit être secondée par la grève générale.
La « Carta de Mexico » scelle l’alliance entre la FEU/Directoire révolutionnaire et le Mouvement du 26 juillet. Si chaque organisation reste indépendante vis-à-vis de l’autre et mène ses propres actions armées, il est convenu d’accentuer la pression sur le régime et de coordonner les actions.

## Lutte armée
Le 13 mars 1957, le Directoire révolutionnaire entreprend une action qui doit porter un coup fatal à la dictature. Des attaques simultanées sont lancées contre le palais présidentiel (devenu aujourd’hui le musée de la Révolution) et les locaux de Radio Reloj. L’objectif est d’assassiner Batista et de lancer un appel au soulèvement populaire depuis la radio.

Un commando de 50 hommes armés prend d’assaut le palais présidentiel tandis que José Antonio Echeverría investit les locaux de la radio avec une quinzaine d’hommes. L’opération est un échec : Batista parvient à s’enfuir et la transmission radio est coupée en plein milieu du discours de José Antonio Echeverría sur Radio Reloj. Un grand nombre d’assaillants sont tués pendant l’opération. Parmi eux, figure José Antonio Echeverría qui trouve la mort dans un accrochage avec la police près de l’Université de La Havane après avoir quitté les locaux de Radio Reloj.

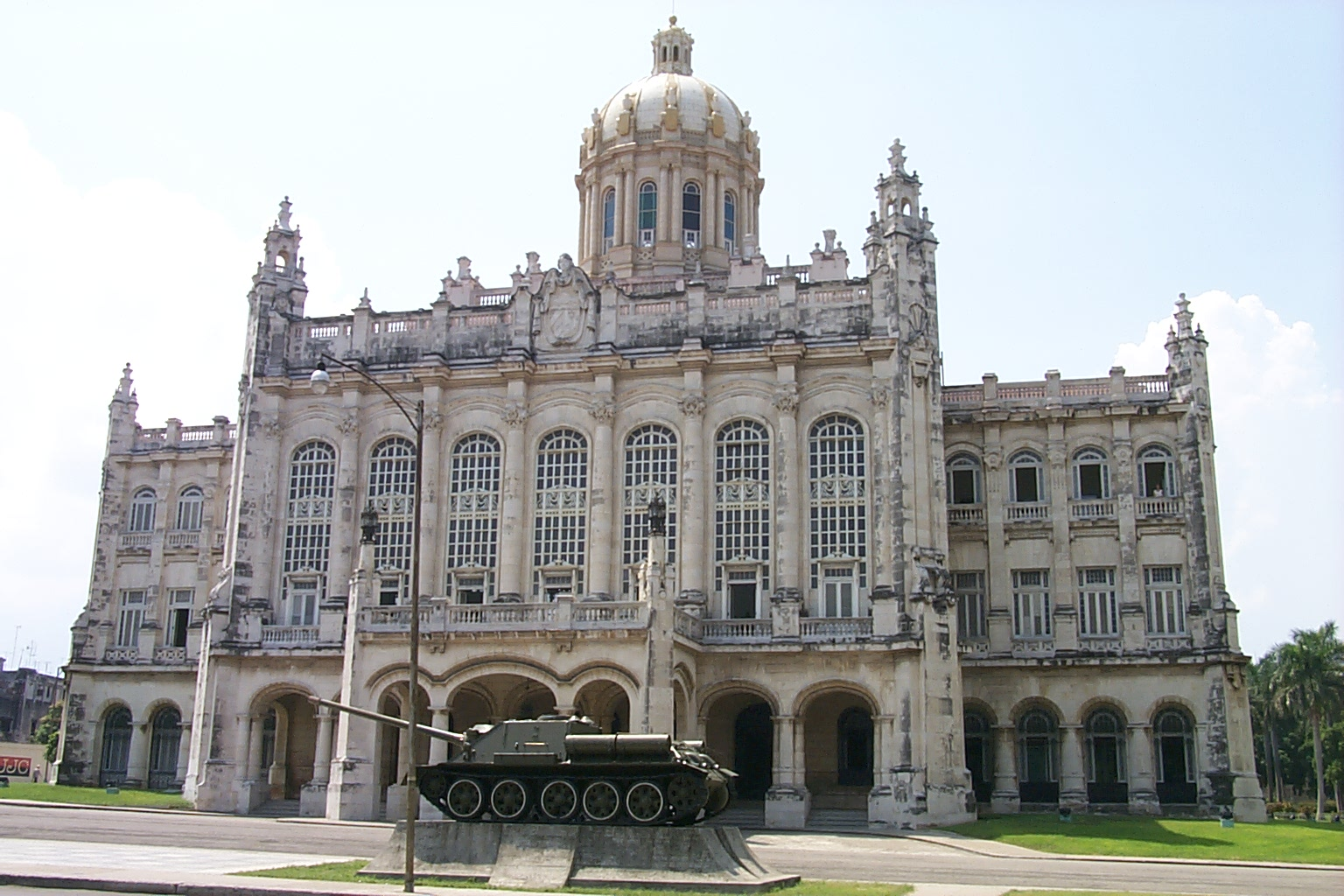
Le palais présidentiel, aujourd'hui musée de la Révolution à La Havane

Après la mort de José Antonio Echeverría, Fructuoso Rodríguez prend la tête de l’organisation. Le mouvement est renommé Directoire révolutionnaire – 13 mars (DR13M) en hommage aux combattants tombés lors des attaques du 13 mars 1957. Il est décidé d’ouvrir un front de guérilla dans les montagnes de l’Escambray. Le 20 avril, Fructuoso Rodríguez est arrêté à La Havane par la police de Batista et est assassiné.
La direction de l’organisation passe aux mains de Faure Chomón qui est alors réfugié en Floride. Le 8 février 1958, il débarque à Cuba avec une importante cargaison d’armes. Le DR13M organise alors sa guérilla dans l’Escambray.

En juillet 1958, Eloy Gutiérrez Menoyo, membre de la direction du DR13M, scissionne de l’organisation et crée son propre mouvement de guérilla : le Second Front.
Au mois d’octobre, la colonne no 8 du Mouvement du 26 juillet commandée par Ernesto Che Guevara s’installe dans l’Escambray. Les relations entre les deux groupes sont bonnes et le 1er décembre 1958 est signé le “pacte d’El Perdredo” qui réaffirme la coordination entre les deux organisations et initie une coopération militaire plus étroite. Les relations avec les forces du Second Front sont en revanche plus tendues. 

Les forces du DR13M de l’Escambray participeront aux dernières offensives contre le régime de Batista avec les forces du Mouvement du 26 juillet commandées par Che Guevara et Camilio Cienfuegos.
Parallèlement, un autre front de guérilla est organisé dans la sierra de los Órganos près de Pinar del Río. La guérilla du DR13M y collaborera avec les troupes du Mouvement du 26 juillet commandée par Dermidio Escalona.

## Chute de Batista et fusion avec les autres groupes révolutionnaires
La fuite de Batista marque la victoire des forces révolutionnaires cubaines. À la Havane, le DR13M occupe le palais présidentiel, le Capitole (siège du Congrès) et l'Université.
En juillet 1961, le DR13M fusionne avec le Mouvement du 26 juillet et les communistes du Parti Socialiste Populaire (PSP) pour former les Organisations Révolutionnaires Intégrées (ORI). Les ORI deviendront en mars 1961 le Parti unifié de la révolution socialiste cubaine (PURSC) puis le Parti communiste de Cuba (PCC).